# Georgius Damen
Georgius Bernardus Damen (18 de junho de 1887 — 23 de junho de 1954) foi um ciclista holandês. Damen representou os Países Baixos competindo em quatro provas de ciclismo de pista nos Jogos Olímpicos de Verão de 1908 em Londres.